# Staje
Staje (Duits: Perenstein) is een plaats in Slovenië en maakt deel uit van de gemeente Ig in de NUTS-3-regio Osrednjeslovenska. De plaats telde 142 inwoners op 1 januari 2020.

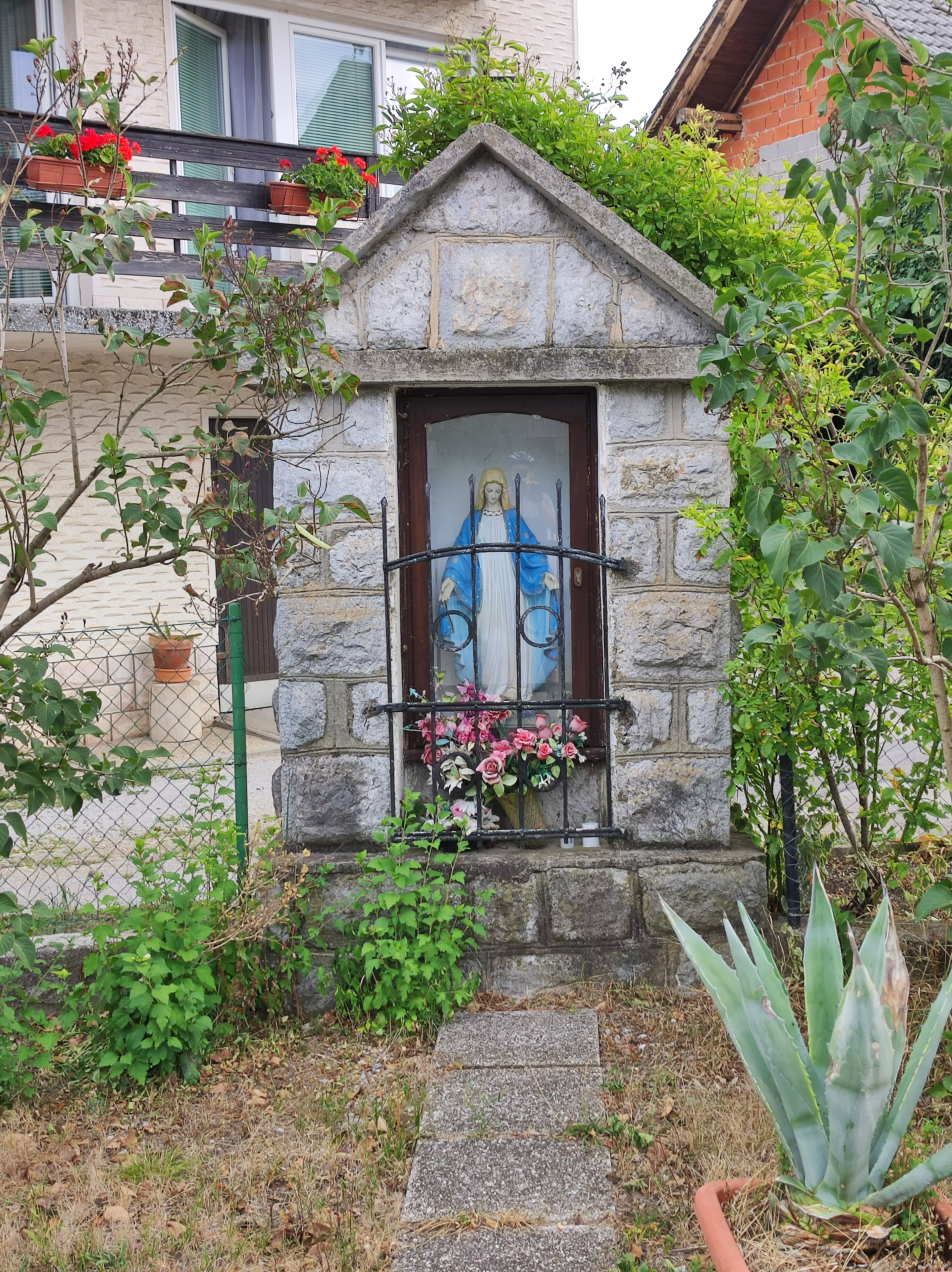
Kapelletje